# Made in Hungaria (film)
A Made in Hungaria 2008-ban készült, 2009-ben bemutatott magyar zenés filmvígjáték, amely a Made in Hungária című musicalen alapul. A film Fenyő Miklós Amerikából való hazatérése és az 1968-as Ki mit tud? győzelme közötti kb. hat évet egy néhány hónapos időszak történeteként mutatja be. A musicaltől és filmtől teljesen függetlenül jelent meg Fenyő Miklós 1996-os szólóalbuma, a Made in Hungaria.

## Cselekmény
|  | Alább a cselekmény részletei következnek! |

1962. május elseje. A budaörsi repülőtérre egy kétmotoros különgép száll le. A hazatelepülő disszidenseket katonai készültséggel fogadják. Az utasok között egy három tagú, Amerikából hazatérő család is érkezik, egyikük Miki, a 18 év körüli fiú. 1956-ban hagyták el az országot, Miki már Amerikában, a rock and roll korszak kellős közepén szocializálódott. Mikor kiderült, hogy Miki édesapja a forradalom előtt párttag volt, négy év után kitiltották őket Amerikából. Fél évnyi levelezés után, belügyminisztériumi engedéllyel tudták elérni, hogy büntetlenül hazatérhessenek, sőt, egykori bérlakásukat is visszakapják.
Az Amerikában töltött négy év Miki személyiségébe örökre bevésődött. Zongoratudásával, táskájában egy köteg hanglemezzel, lelkében a rock and roll szeretetével és az amerikai szabadságeszmével tér haza. A Tisza utcától csak egy ugrás a Margit-sziget, ahol a május elseje tiszteletére zenés majálist tartanak, amatőr együttesek fellépésével. Az esemény műsorvezetője Bigali Árpád, aki valahol a rendőrségi körzeti megbízott és néphangulatért felelős helyi pártmegbízott között áll. Általában gúnyosan és kioktatóan felsőbbséges, de helyzettől függően hol kenetteljesen kedves, hol fenyegető, többnyire egyszerre mindkettő.
A program első fellépője a Röné vezette Angel Land (Angyalföld) együttes, Miki gyerekkori ismerősei. Utánuk következik Bigali elvtárs fiának pol-beat együttese, a nem különösebben népszerű Figaro. A koncert után Hawaii ingben, rágózva, piros cipőben érkezik a térre Miki. Miután felismerik, Röné kivételével örömmel fogadják. Miki egy üveg whiskyvel lepi meg őket, majd elmeséli a lányoknak Jerry Lee Lewis kansasi koncertjén látottakat. Illusztrációként felmegy a színpadra és előadja az Amerika hangja című dalt, a közönség hatalmas lelkesedésével. Röné egyre gyanakvóbban figyeli a nála tehetségesebb Mikit. Bigali elvtárs eközben a rendszer fenyegetését látja a dalban, riadóztatja a rendőröket, akik vízágyúval szétkergetik a tömeget. Miki csurom vizesen megy haza. Édesapja figyelmezteti, ez nem Amerika, itt nincs helye a magamutogatásnak, szürke verébnek kell lenni a szürke verebek között. Miki számonkéri a hazatelepülést szüleitől.
Következő napon Bigali elvtárs beszámol pártfelettesének, Miltényi Sándornak az esetről, „ezeknek már nem kell a pol-beat, csak ez a tam-tam”. Miltényi közli, fent tudnak az érlelődő változásokról, az irányelv: „nem elfojtani, hanem engedni”, persze szigorúan ellenőrzött keretek között. A fiatalság alkotó energiájának levezetésére meghirdették a Ki mit tud? vetélkedőt, melynek kerületi felelősévé Miltényi Bigalit ajánlotta. Az ország fiataljai, köztük az Angel Land negyedik gimnazista tagjai is örömmel fogadják a vetélkedőt. Röné idősebb a többieknél, egy autószerelő műhelyben dolgozik. Miki meglátogatja és közös indulást ajánl a vetélkedőn, ám Röné durván elutasítja, „szállj le a bandámról, kismajom”.
A hétvégét a haverok a strandon töltik, ahol Miki összetalálkozik régi szerelmével, Miltényi elvtárs lányával, Verával. Először csak néhány szót váltanak, majd Miki a strandon bemutat néhány rock and roll figurát. A rendőrökkel érkező Bigali elvtársnak nem tetszik a rendbontás, a fiúkat kitiltja a strandról, Mikit egy Buddy Holly kislemez miatt börtönnel fenyegeti meg, hacsak be nem áll a Figaro együttesbe, fiát segíteni a vetélkedőn. Noha Miki el sem tudja képzelni, hogy mi felforgató és államellenes lehet egy Buddy Holly dalban, nem szívesen, de többek között állástalan édesapjára való tekintettel elvállalja a segítséget.
A próbák egy kultúrházban folynak, kiosztott sorrendben. A Röné vezette Angel Land a Ciao Marina dalt próbálja, utánuk következik a Figaro és négy katonás NDK-s lány próbája, Miki segítségével. Miki egy csínyt követ el, Bigalival bevonatja a próbába az Angel Landet, a pol-beat kottát titokban kicseréli a Hot Dog Twist dalra, ennek következtében a próba igen vadra sikerül, Bigali elvtárs legnagyobb megbotránkozására. Miki és szülei vendégségbe mennek Miltényiékhez, aki a régi barátságra való tekintettel állást próbál szerezni Miki apjának. Az egykori mérnökből autóbusz-kalauz lesz, eddig terjed a rendszer megbocsátása. Közben Miki és Vera megbeszélik dolgaikat, Miki kapcsolatuk távolisága és reménytelensége miatt nem válaszolt Vera leveleire. Vera  nehezen bocsát meg.
A kerületi selejtezőn Miki, a Figaro és az NDK-s lányok egy sramli jellegű dalt énekelnek a berlini fal avatásáról, mérsékelt sikerrel. Miki sem büszke önmagára. Őket követi Röné és az Angel Land a Csókkirállyal. A dal hatalmas siker, ám a dal közben váratlan esemény történik. A váratlanul kiérkező rendőrök agyba-főbe verik Rönét. Kiderül, Röné jólétének nem a zene, vagy az autószerelő műhely a forrása, idősebb nőkkel folytat alkalmi kapcsolatokat, közben ellopja ékszereiket. A rendőrök elől egyelőre megszökik, de az Angel Land sikere nélküle kétséges. A rosszul sikerült nap estéjén az elkeseredett Miki a csalódott Angel Land haverokkal szerenádot ad Vera ablaka alatt, ám az otthonról ellopott zongora a rárakott gyertyáktól kigyullad.
A döntőt megelőző este a bulizásé, haverjai durván megviccelik a banda leggyerekesebb tagját, a kis Nyírőt. Az egyre vadabb bulit Röné váratlan megérkezése szakítja meg. Koszos ruhában, a rendőrök elől menekülve toppan be, minden bajáért Mikit okolja. Szilárd meggyőződése, hogy Miki jelentette fel, szülei meg kémek voltak Amerikában. Majdnem összeverekednek, végül egy rosszul sikerült pofon és az azt követő Skoda Felicia és Velorex verseny után a rendőrségen kötnek ki. Mikit Bigali elvtársra, a Figaróra és a vetélkedőre való tekintettel el akarják engedni. Rönét alaposan megverik, mikor Miki a védelmére kel, őt is leütik. A cellában Miki elmeséli hazatérésük valódi történetét, miszerint a kubai rakétaválság miatt minden bevándorlót újra átvilágítottak. Mikor kiderült, hogy Miki édesapja otthon párttag volt, azonnali hatállyal kitiltották őket az országból. Ezután fél évig leveleztek, hogy bűntetlenül hazatérhessenek.
Röné is megnyílik. Elmeséli, barátnőjéért, Marináért csinálta az egészet, hogy vehessen egy lakást, kocsit, kitörhessen erről a lepratelepről. Hitvallása: „ahol ezek diktálják az erkölcsöt, ott én akarok lenni a legnagyobb gengszter”. A kezdeti ellenszenv után összebarátkoznak, Röné a várható börtön tudatában átengedi az Angel Land vezetését Mikinek, írjon saját számokat, hazudjon Váci úti pálmafák alatt száguldozó Chevroletekről, kamuzza ide Amerikát, mintha normális élet lenne.
Marina a beszélőn kifaggatja Rönét az ellopott, majd eldugott ékszerek helyéről, és a rendőrség érkezése előtti pillanatokban kicsempészi azokat rejtekhelyükről, a szerelőműhely aknájából. Bizonyíték híján a rendőrök kénytelenek Rönét elengedni. Marina feltétele, soha többé rock and roll.
Az előző esti események hatására Miki fellázad. A döntő alatt az utolsó pillanatban nem lép színpadra a Figaróval, helyette váratlanul beszáll a Röné nélküli csonka Angel Landba. A Csavard fel a szőnyeget dal fergeteges sikert arat, megnyerik a vetélkedőt. Mikor a műsorvezető kérdi, kit hallottunk, a válasz: a Hungária együttest. Miki és Vera is kibékülnek, majd mikor kiderül, a felsőbb pártvezetésnek is tetszik a „mi rock and rollunk”, Miltényi is kénytelen elfogadni Mikit.
A stáblista alatti videó 2008. augusztus 30-án, a városligeti Sláger Rádió Megaparty Fenyő Miklós által előadott zárókoncertjén készült.
Kimaradt zárójelenet
Miki, a zenekar, Röné, a lányok és a család egy nagy házibulival ünneplik a győzelmet. Az ablakból egy háttal álló férfi néz ki az utcára, majd megfordul. A bulizók és a negyven évvel ezelőtti házibuli emlékképei eltűnnek, csak a koros Mikit láthatjuk, pályájának emlékei között. A zárójelenetet nosztalgikus szomorúsága miatt kihagyták a filmből.
|  | Itt a vége a cselekmény részletezésének! |

## Szereplők
- Szabó Kimmel Tamás – Miki
- Kiss Tünde – Vera, Miki egykori barátnője
- Fenyő Iván – Röné, az Angel Land vezetője
- Valentin Titánia – Marina, Röné barátnője
- Scherer Péter – Bigali Árpád, kerületi pártfelelős
- Dunai Tamás – Miki édesapja, buszkalauz, azelőtt mérnök
- Vándor Éva – Miki édesanyja, fodrász
- Hegedűs D. Géza – Miltényi Sándor, kerületi pártvezető, Vera apja
- Kovács Lehel – Csipu, nagybőgős, Angel Land tag
- Orosz Ákos – Tripolisz, dobos, Angel Land tag
- Szente Vajk – Kisnyírő, gitáros, Angel Land tag
- Lábodi Ádám – Sura, szaxofonos, Angel Land tag
- Puskás Péter – Sampon, a Figaro énekese, Bigali fia
- Györfi Anna – Réka
- Kaszás Géza – fotózó titkosrendőr
- Cserna Antal – Balogh úr, társbérlő
- Egri Péter – Brenner, használtcikk-kereskedő, orgazda
- Besenczi Árpád – vallatótiszt, verőember
- Kovács Lajos – Gyula bácsi, autószerelő
- Bereményi Géza – főelvtárs

## A film előzményei
A film a Fenyő család 1962 körüli Amerikából való hazatérése és a Hungária együttes 1968-as Ki Mit Tud? győzelme közötti éveket egy néhány hónapos történetként mutatja be, a valós eseményeket és időrendet nem követi/követheti. A film közvetlen előzménye a hasonló, de nem teljesen azonos cselekményű színpadi musical, a Made in Hungária, melyet 2001-ben mutattak be a József Attila Színházban, ahol hosszú évekig műsoron volt. A film elkészítésére a döntés 2008. februárban született meg, 2008 nyarán két hónapig forgatták, különféle helyszíneken. Fenyő Miklós 2008-as margitszigeti koncertjét is a készülő filmnek szentelte, Film Színház Muzsika címmel (utalva az egykori, azonos című heti magazinra). A film címét a nemzetközi forgalmazás miatt változtatták át a külföldiek számára jobban érthető a betűs Made in Hungariára, a musical Made In Hungáriája ellenében.

## Fogadtatás
A filmet nagy sikerrel vetítették Magyarországon. A bemutató hetében a toplista élére került, két hónap alatt kétszázezer magyar néző látta. 2009 végére az év legnézettebb magyar filmje lett, 225000 nézővel. Számos külföldi fesztiválon is bemutatták, Karlovy Varyban tapsvihar tört ki, a granadai filmfesztiválon elnyerte a közönség díját. Az Origo filmklub listáján az évtized magyar filmjei között a 10. helyezést, csak a vígjátékok között a 2. helyezést érte el (a Moszkva tér után). Fenyő Miklós 2009. évi margitszigeti koncertjét is a filmnek szentelte Gyerünk a moziba be címmel. A koncert során rövid jeleneteket adtak elő a film szereplőinek közreműködésével. A nagy siker miatt a szokásos eggyel szemben két telt házas koncertet tartottak.

## A film dalai
- Flyin' In My Baby's Arms (Fenyő Miklós, zenegépből)
- Holnap maradj itt (Dosztap Kaman Tviszt) (az Angel Land a majálison)
- A fény a napból jön (Van még sok ország) (a Figaro a majálison)
- Amerika hangja (Miki a majálison)
- Don't Stop Come On Twist (az autószerelő műhelyben egy rádióból, énekli Király Viktor)
- Gyere, gyere, Juli (a strandon)
- Ciao Marina (az Angel Land a próbán)
- Twistin' at the Hot Dog Stand ( Miki, az Angel Land és az NDK-s lányok a próbán, Röné nélkül)
- Die 13 (Dal a berlini fal avatásáról) (Miki, a Figaro és az NDK-s lányok a selejtezőn)
- Csókkirály (az Angel Land a selejtezőn)
- Eszelős szerelem (Miki, szerenád a parkban)
- Casino Twist (a házibulizók)
- Hotel Menthol (Fenyő Miklós angolul, hanglemezről a házibulin)
- Cha Cha Cha (a házibulizók)
- Meghalok, hogyha rám nézel (Vera a bulin és a kocsiban)
- Dal a berlini fal avatásáról (a Figaro és az NDK-s lányok a döntőn, Miki nélkül)
- Csavard fel a szőnyeget (Miki és a Röné nélküli Angel Land (a Hungária) a döntőn)
- Made in Hungária (Fenyő Miklós 2008-as koncertvideója a stáblista alatt)

## Filmzenei album
EMI Zenei Kft 6653412, CD és letölthető formátumban
- Made in Hungaria
- Csókkirály
- Gyere, gyere Juli
- Csak cha-cha-cha
- Csavard fel a szőnyeget
- Eszelős szerelem
- Amerika hangja
- Twistin at the Hot Dog Stand
- Casino twist
- Meghalok, hogyha rám nézel
- Don't Stop Come on Twist
- Holnap maradj itt
- Flyin In My Babys Arms
- Ciao, Marina
- Csókkirály – karaoke
- Gyere, gyere Juli – karaoke
- Ciao Marina – karaoke

## Filmajánló
A korszak hangulatának megértésében segítséget jelentenek az alábbi filmek
- American Graffiti (amerikai film, 1973)
- Haragban a világgal (amerikai film, 1955)
- Grease (amerikai film, 1978)
- Cha-Cha-Cha (magyar film, 1981)
- Esős vasárnap (magyar film, 1962)
- Megáll az idő (magyar film, 1981)

## Időrendi hibák
- A kubai rakétaválság 1962-ben volt, eszerint a filmbéli Fenyő család 1963 májusában tért volna haza. Az első Ki Mit Tud? vetélkedő viszont 1962-ben volt. A család 1956 után négy évet töltött Amerikában, fél évet Manchesterben. Eszerint is inkább 1961-ben kellett volna hazaérkezniük.
- Miki a cselekmény szerint 1948-ban született legkorábban. Eszerint a filmben láthatónál fiatalabbnak kellett lennie a cselekmény időpontjában, elmenetkor barátnője még nem lehetett.
- A filmben Vándor Éva által hivatkozott '47-es zalakarosi szerenád lehetetlen. A fürdő forrását 1962-ben találták meg az akkoriban zajló zalai olajkutatások "hozadékaként". Csak 1965-ben adták át a gyógyfürdőt, így nem rakhatta körbe a medencét gyertyákkal a Miki apját alakító Dunai Tamás.

## Érdekességek és apróbb hibák
- „leszedtük a luxiról”, noha a magyar rádióban is rendszeresen adtak új nyugati slágereket, az első, egész nap zenét sugárzó adó a Luxemburg, népszerű nevén Luxi volt. A magyar rádió, de még a legtöbb nyugati adó (pl. BBC) is csak heti néhány órában adott akkoriban tánczenének nevezett popzenét. A Luxi adását középhullámon, gyenge és ingadozó minőségben, leginkább éjjel lehetett fogni.
- „Dosztap kaman tviszt”, a kor zenekarai a rádióadásokból szalagos magnóra felvett dalokat sokszor teljesen fonetikusan, a valódi szöveg, az angol nyelv ismerete nélkül tanulták be. A Holnap maradj itt refrénjében Röné az angol nyelvhez kissé hasonló, értelmetlen halandzsát énekel a valódi szöveg helyett.
- „Balogh vagyok, a társbérlő”, a háborús pusztítást követő nagyfokú lakáshiány miatt előfordult, hogy nagyobb méretű, többszobás lakásokat két család számára utaltak ki. Ilyen esetben a közös tereket (konyha, fürdőszoba) közösen, de időben megosztva használták. Az ilyen konstrukciót nevezték társbérletnek, sok konfliktus forrása volt.
- „ez nem egy lemez, ez hat év letöltendő fegyház államellenes izgatásért”. A hatvanas években már nem volt a nyugati zene tiltólistán. Noha a nyugati tánczene nem volt a támogatott kategóriában és nem volt boltokban kapható, egy átlag slágerlemez birtoklásáért nem járt büntetés. Az 1956 és 1960 közötti rock and roll láz (a későbbi beat zenével ellentétben) viszont nem igazán gyűrűzött be az országba.
- „de durva”, ez a kifejezés a hetvenes években tűnt fel, 1962 körül inkább a „de világi”, „de báró” kifejezést használták volna.
- Polgári célra ekkoriban már az akkor igen modern ferihegyi repülőteret használták. A normál személyszállító gépeket a maihoz hasonlóan fogadták, határőrség és vámőrség közreműködésével, de géppuskás katonai felvigyázás nélkül. Természetesen a mai ferihegyi repülőtér már semmiképpen sem alkalmas korabeli filmek elfogadható költségű forgatására. A forgatási lehetőségeket és a film logikáját követve Mikiék valószínűleg egy hazatérő disszidenseket szállító, ezért nem Ferihegyen leszállt különgéppel utaztak, ezért volt a katonai felvigyázás és a rendőri kihallgatás.
- A május elsejei rendezvényen és a selejtezőn látható gömbmikrofonok akkoriban még nem voltak használatosak. A szintén ott látható hangfalak egy része is jóval későbbi.
- Brenner, az orgazda nepper külön kérdezi Mikit, a lemeze ugye nem Supraphon. A dobozban ennek ellenére jól látható egy csehszlovák Supraphon lemez.
- Szintén Miki lemezesdobozában van egy másik lemez, címe Birth of Rock. Mivel a rockzene azokban az években született, ilyen című válogatáslemez elképzelhetetlen volt akkoriban.
- A Brenner kézfején látható tetoválás akkoriban még matróz, vagy bűnöző körökben sem volt szokásos, kimerült volna egy késsel átszúrt szíven, az ujjakra tetovált születési dátumon, esetleg „üss” szón.
- A filmben látható nyitott Skoda Felicia volt az egyetlen, köznép számára is elvileg elérhető nyitott autó. Nagyon kis példányszámban készült, még az autósok közül is csak kevesen engedhették meg maguknak.
- A filmben látható Velorex, népszerű nevén bőregér csak mozgássérültek számára volt elérhető. Csőből készült vázzal, legombolható, barnás műbőr karosszériával készült.
- A nepperen gitározáskor olyan fejhallgató van, mely legalább tíz évvel későbbi formatervű.
- Bigali elvtársat a büfében való ingyenitalozásakor tekerős kupakos üvegből szolgálják ki. Tekerős kupak akkoriban még nem létezett. A tömény italokat az üvegbe dugott kis csöves szerkezettel adagolták ki. A büfében látható krómozott szódásüveg sem volt ismert nálunk akkoriban.
- A filmben látható típusú kék autóbusz nem közlekedett a FAÜ (Fővárosi Autóbusz Üzem) járatain.
- A szabvány és általánosan használt söröskorsók jóval dundibbak voltak a filmben láthatónál.
- Miltényiék kislánya a vendégség alatt jaffa szörp szerű üdítőt iszik. 1963 körül ilyen üdítő, vagy narancs juice még nem volt kapható nálunk. A hasonló kinézetű Narancsitalt 1967 körül vezették be.
- A házibulin látható sárgás szódásüveg műanyag fejjel későbbi készítésű.
- A döntőn látható tévékamerák egyike jóval újabb keletű.
- A kék iskolaköpenyt az 1963-as tanévkor vezették be.
- Röné nem divatból hordott fémfogat, akkoriban a leggyakoribb és legolcsóbb a fémből készült korona volt. A fogtechnika lehetőségei jóval korlátozottabbak voltak, mint napjainkban.
- A háborút, faji megkülönböztetést, alapvetően a kapitalizmust ostorozó pol-beat mozgalom Amerikából indult, legnagyobb előadói Bob Dylan, Woodie Guthrie és Joan Baez voltak. A stílus magyarországi fénykorát 1967 körül érte el, de a film cselekményének időpontjában még nem volt széles körben ismert, pláne nem divatjamúlt. Többek között Máté Péter is pol-beat fesztiválon futott be. Így Bigali elvtárs megállapítása nem helytálló, miszerint „ezeknek már nem kell a pol-beat”.
- A munkásőrök sapkáján vörös csillag volt, de sarlót és kalapácsot sohasem tartalmazott.
- A titkosrendőr fényképezőgépének örökvakuja a hetvenes évek elejéről származó darab. A film időpontjában egyszer használatos vakulámpákat használtak.
- A vonalzóval adott körmös általánosan alkalmazott büntetés volt iskolákban.
- A Ki nyer ma? műsor első adása 1969-ben volt.
- Az útba esik jövet-menet a Takarékszövetkezet tévéreklám a hetvenes évek elején született.
- Az NDK-s lányok az FDJ (ottani KISZ) egyenruháját viselik.
- Az NDK-s turistalányok laza viselkedése fogalomnak számított a következő évtizedben.
- A Bambi egyfajta szénsavas, narancsízű, főleg a gyerekek körében népszerű üdítő volt. Nem az egyetlen volt, rajta kívül kb. egy tucatnyi üdítő és gyümölcslé létezett.
- Röné elfogásakor a selejtezőn a teremben hátul álló kék inges, vörös nyakkendős fiatalok az ifjú gárdisták. Feladatuk a KISZ rendezvények rendfenntartása volt.
- A selejtező balhé során a rendőrök mellett munkásőrök is feltűnnek. A munkásőrség bevetését szigorúan szabályozták, bűnügyi rendőri akciókban nem vettek részt. Május elsejéken is csak a rendezvény zavartalan lebonyolítása, a felvonulók felvezetése volt a feladatuk.
- Szintén a selejtező jelenetben Marina miniruhát visel, mely 1963-ban még nem létezett. Magyarországi viselete 1966 körül kezdett elterjedni, fénykora 1968 és 1974 között volt.
- 1963 körül Amerikában a rock and roll már leáldozóban volt, Buddy Holly 1959 elején meghalt, ötéves lemeze már nálunk sem jelentett újdonságot.
- Észrevehető a házak tetején parabolaantenna, amik akkoriban még nem voltak használatosak, kb.: az 1990-es évek eleje óta használatosak.
- Jóllehet - egyfajta súlypontként - a kulcsdalként funkcionáló "Csavard fel a szőnyeget" a filmen belül időben és térben nagyjából helyesen szólal meg (a KI MIT TUD-ot pont nem ezzel nyerték, hanem az elődöntőben játszották) - a történetben akkori dalokként  funkcionáló, a nézők nagy részének a Hungáriát jelentő klasszikusok (Hotel Menthol, Casino Twist, Cha-cha-cha, Csókkirály, Meghalok ha rám nézel) közel két évtizeddel később, az úgynevezett "jampi"-Hungária korszakában (1979-1982) születtek és váltak népszerűvé.
- Röné a film első színpadi jelenetében hordót "Elvis" napszemüvege először 1970-ben lett Elvis Presley-in keresztül híres. A filmben játszott időszakban ez a szemüveg még nem volt ikonikus.

## Kiadások
A film többféle kiadásban is megjelent.
- Szimpla DVD
- Dupla DVD
- 2 DVD + CD (limitált kiadás)
- Bluray kiadás (angol felirat is)
- CD (filmzenei album, EMI zenei Kft)

## Nézettség
A nézettségi adatok szerint 224 905 jegyet adtak el rá. Egy kevésbé hiteles alternatív forrás szerint a nézőszám 227 675 volt.